# Acrolepiopsis mauli
Acrolepiopsis mauli is een vlinder uit de familie van de koolmotten (Plutellidae). De wetenschappelijke naam is voor het eerst geldig gepubliceerd in 2001 door Gaedike & Karsholt.
De soort komt voor in Europa.